# 贞元镇
贞元镇，是中华人民共和国陕西省咸陽市武功县下辖的一个乡镇级行政单位。
2011年，代家乡被撤销，辖境并入贞元镇。

## 行政区划
贞元镇下辖以下地区：
西川村、东川村、中川村、桃宋村、桃北村、铺邑村、望人腰村、北可村、马家村、宋家村、桃大村、余村、西伊店村、南可村、丁刘村、颜西庄村、马凤台村、法牛村、北杈城村、李家村、贾晁村、北晁村、代家村、小王村、仁义村、许家村、南留村、景庄村、邵寨村、韩坡村、大寨村、麻西村和牛寨村。